# Bollnäs (stad)
Bollnäs is de hoofdstad van de gemeente Bollnäs in het landschap Hälsingland en de provincie Gävleborgs län in Zweden. De plaats heeft 12 455 inwoners (2005) en een oppervlakte van 1283 hectare.
Bollnäs is sinds 1942 een stad. De stad ligt aan de Varpen, een gedeelte van de rivier de Ljusnan. Uit archeologisch onderzoek bleek dat Bollnäs al sinds het begin van de ijzertijd wordt bewoond.
In de stad werd tussen 10 en 13 maart 2000 het INAS Europese indoorkampioen-schap atletiek voor verstandelijk gehandicapten gehouden. In 2004 volgde daar INAS-FID Global Games op. Deze werden van 25 juli tot 6 augustus gehouden.

## Bezienswaardigheden
Het Bollnäs Museum (aan de Odengatan) met oudheden en een natuurhistorische collectie. Midden in het centrum van de stad staat een kerk uit 1368. Deze kerk werd in 18e eeuw uitgebreid verbouwd. De kerk heeft een 16e-eeuws altaar. Nabij de kerk staat ook het Kampens museum, een openluchtmuseum.

## Verkeer en vervoer
Bij de plaats lopen de Riksväg 50 en Riksväg 83.
De plaats ligt met een station aan de spoorlijnen Ånge - Storvik en de opgeheven spoorlijn Bollnäs - Orsa.

## Geboren
- Thomas von Scheele (1969), tafeltennisster
- Emma Engstrand (1977), orientatieloopster
- Walter Wallberg (2000), freestyleskiër

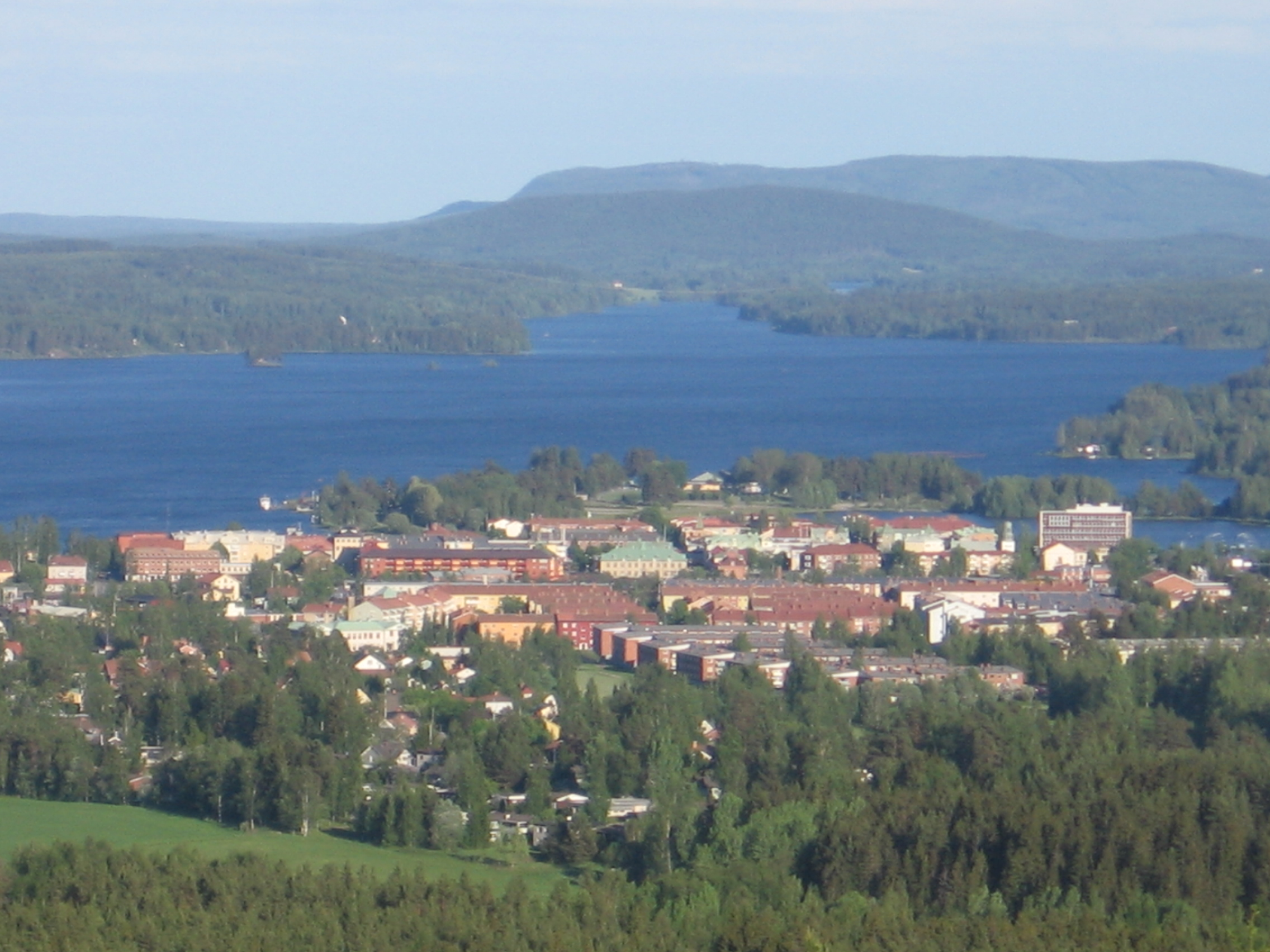
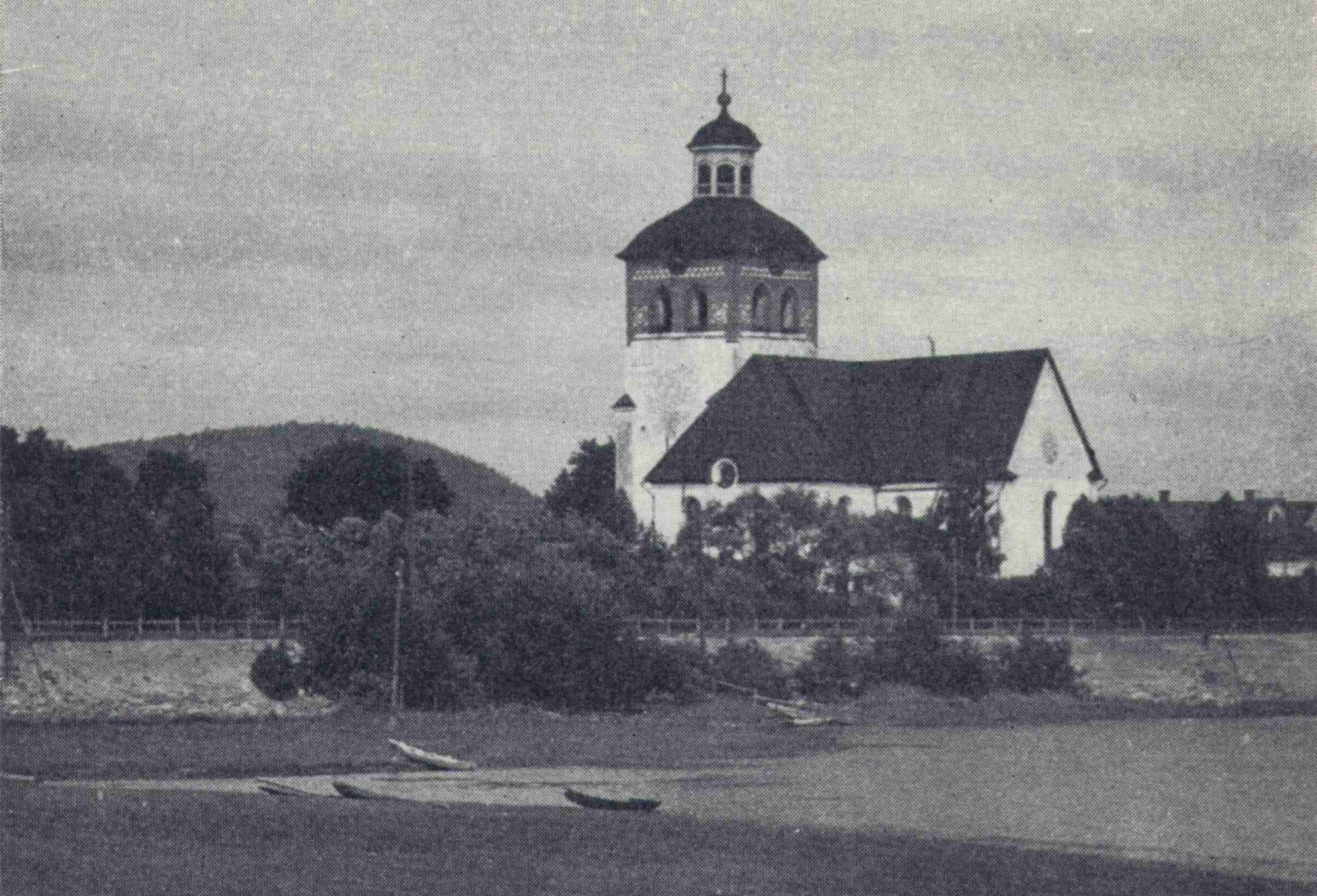
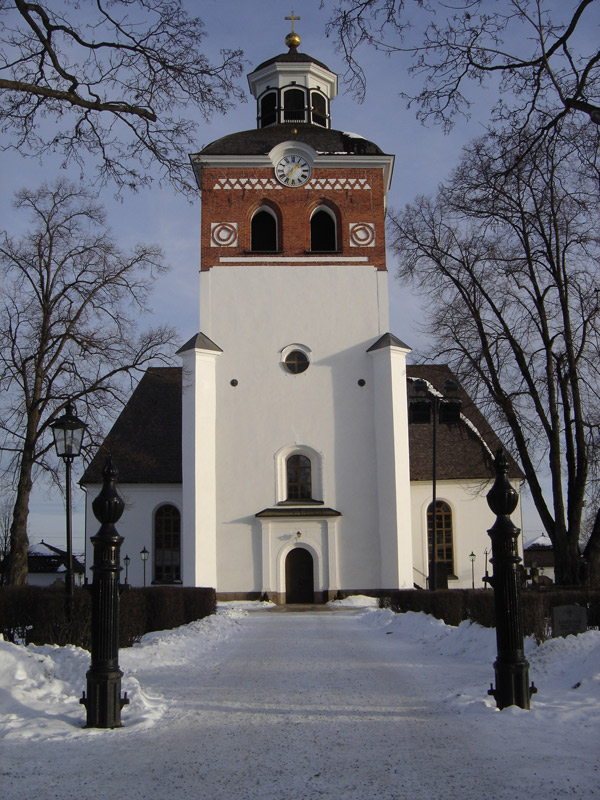
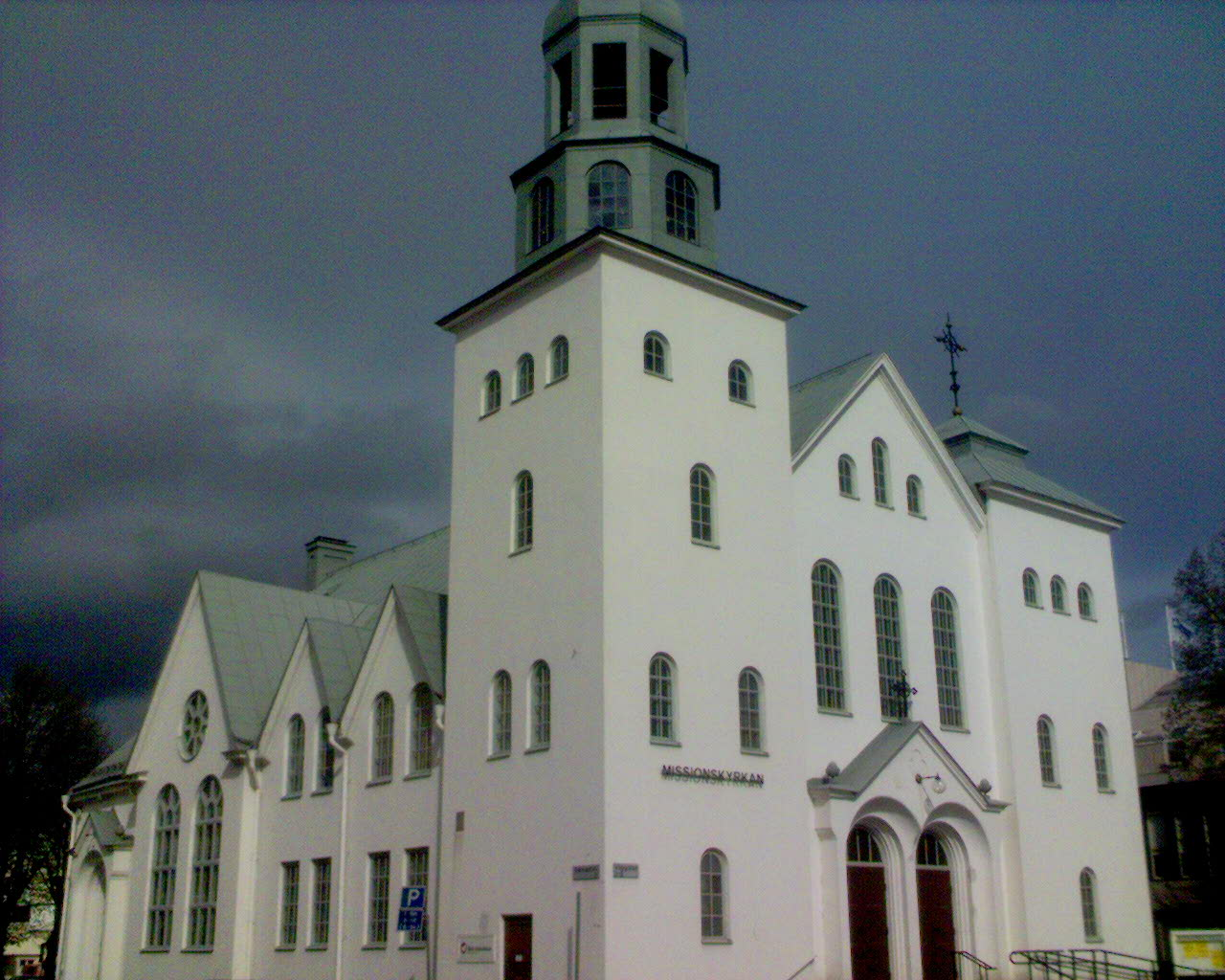